# 나탈리야 유하레바
나탈리야 알렉산드로브나 유하레바(러시아어: Ната́лья Алекса́ндровна Юхарева, 1975년 9월 17일~)는 러시아의 유도 선수로 2004년 하계 올림픽 여자 라이트급에 참가했다. 또한 유럽 선수권 대회에서 동메달 1개를 획득했다.